# Adam Sadowski
Adam Sadowski (ur. 1962, zm. 8 lipca 2018) – polski ekonomista, dr hab., profesor nadzwyczajny Uniwersytetu w Białymstoku.

## Życiorys
W 1996 r. obronił pracę doktorską pt. Tworzenie gospodarstw rolniczych na terenie województwa suwalskiego w latach 1991-1993, której promotorem był prof. Jan Gajewski, w 2010 r. habilitował się na podstawie pracy zatytułowanej Własność a użytkowanie gruntów rolnych. Zarys tendencji rozwojowych. Został zatrudniony na stanowisku adiunkta w Instytucie Organizacji Systemów Produkcyjnych na Wydziale Inżynierii Produkcji Politechniki Warszawskiej i w Zakładzie Przedsiębiorczości na Wydziale Ekonomii i Zarządzania Uniwersytetu w Białymstoku.
Był pracownikiem naukowym w Katedrze Gospodarowania Środowiskiem i Turystyki Wyższej Szkole Ekonomicznej w Białymstoku, w Katedrze Zarządzania na Wydziale Zarządzania i Marketingu Wyższej Szkole Finansów i Zarządzania w Białymstoku i w Katedrze Nauk o Przedsiębiorstwie na Wydziale Ekonomii i Zarządzania Uniwersytetu w Białymstoku, oraz członkiem zarządu Stowarzyszenia Ekonomistów Rolnictwa i Agrobiznesu i Polskiego Towarzystwa Ekonomicznego.
Był członkiem rady naukowej Polskiego Towarzystwa Ekonomicznego i wiceprezesem Stowarzyszenia Ekonomistów Rolnictwa i Agrobiznesu.

## Odznaczenia
- Medal Komisji Edukacji Narodowej[1]